# Canal sacral
Le canal sacral (ou canal rachidien sacré) est le segment inférieur du canal vertébral au niveau du sacrum.
Il se termine au niveau de la cinquième vertèbre sacrée par une gouttière ouverte en arrière : le hiatus sacré. Il s'ouvre en avant les quatre foramens sacrés antérieurs et en arrière par les quatre foramens sacrés postérieurs.